# 安希范
安希范（1564年—1621年），字小范，號我素，南直隶常州府無錫縣（今屬江蘇省無錫市）人。明朝官員。萬曆丙戌進士，官至南京戶部主事。為“東林八君子”之一。

## 生平
安希范爲如山次子，庶出。萬曆十三年（1585年）乙酉科應天鄉試舉人，十四年联中丙戌科（1586年）三甲第九名進士，授行人，十九年遷禮部精膳司主事。爲養母方便，請改南京吏部驗封司主事。萬曆二十一年（1593年），因高攀龍事，上《糾輔臣明正邪》疏，爲攀龍等辯解，忤輔臣王錫爵，觸怒神宗，被削籍为民。回鄉後，與顧憲成等重建東林書院，并主講席。與顾宪成、顾允成、高攀龙、刘元珍、钱一本、薛敷教、叶茂才合称“東林八君子”。
熹宗嗣位後，欲起用之，希范已然病逝。子廣譽、廣居伏闕上疏，表明其父遺忠。朝廷追贈希范光禄寺少卿，入祀乡賢祠。《明史》有傳。

## 家族
曾祖安祚。祖父安國爲當地巨富，愛好收藏，以子贈户部员外郎。嗣父安如陵。本生父安如山，於嘉靖八年（1529年）中己丑科進士，官至四川按察司僉事。嗣母口氏。本生嫡母郭氏，封宜人；生母吴氏。慈侍下。兄安希堯、安希禹，俱太学生；希夔、希顥、希龍、希契、希颐、希益、迪吉、貞吉、復吉、謙吉、撝吉。
长子安广居为崇祯十六年癸未科会试副榜进士。次子安广誉。自安希范之生父安如山算起，祖孙三代皆为进士。因此安希范之后世子孙获许在家中厅堂高悬匾额“世进士第”，以彰显此荣耀。在无锡当地曾名动一时。

## 著作
《天全堂集》

## 延伸阅读
[在维基数据编辑]
 《明史卷二百三十一》，出自《明史》
 在维基共享资源阅览影像